# Thomas Wustrow
Thomas Wustrow (* 15. März 1952 in Würzburg) ist ein deutscher Hals-Nasen-Ohrenarzt, Autor und Hochschullehrer.

## Leben
Wustrow besuchte von 1962 bis 1971 das Gymnasium Kreuzgasse in Würzburg und legte dort das Abitur ab. Anschließend begann er das Studium der Humanmedizin und der Zahnmedizin an der Universität Köln und legte das Physikum an der Universität Düsseldorf ab. 1976 erhielt er ein Stipendium des Deutschen Akademischen Austauschdienstes für einen Studienaufenthalt am Groote Schuur Hospital in Kapstadt. Das Studium beendete er mit der Promotion (summa cum laude) an der Technischen Universität München (Klinikum Rechts der Isar). 
Nach Abschluss des Studiums leistete Thomas Wustrow seinen Wehrdienst am Institut für Experimentelle Radiologie der Bundeswehr in München. Anschließend arbeitete er in den Jahren 1979 bis 1981 im Rahmen eines Stipendiums der Deutschen Forschungsgemeinschaft am Memorial Sloan Kettering Cancer Center in New York bei Robert Good und befasste sich mit grundlegenden Arbeiten der Experimentellen Immunologie. 1981 wurde er Assistenzarzt an der Klinik und Poliklinik für Hals-, Nasen- und Ohrenheilkunde am LMU Klinikum der Universität München und erhielt 1986 die Anerkennung als Facharzt für Hals-Nasen-Ohren-Erkrankungen. Gleichzeitig schloss er seine Habilitation ab und wurde zum Oberarzt ernannt. 1992 folgte die Ernennung zum außerplanmäßigen Professor.
Die Schwerpunkte der klinischen Tätigkeiten von Thomas Wustrow lagen insbesondere in der Tumorchirurgie, speziell mit dem Einsatz der ersten Stimmprothesen nach Bloom-Singer nach einer Laryngektomie zur Stimmrehabilitation, in der mikroskopischen Laserchirurgie zur Resektion bösartiger Tumoren im oberen Aerodigestivtrakt, in der Mittelohrchirurgie, dem ersten Einsatz des Cochlea-Implantats in München bei Ertaubten, der plastischen und ästhetischen Chirurgie im Kopf-Hals-Bereich sowie im Aufbau der Schädelbasischirurgie. Auch entwickelte er mit Kollegen das Konzept der simultanen Radio-Polychemotherapie für inoperable Patienten. Thomas Wustrow legte den Grundstein für die chemotherapeutische Präzisionsmedizin durch die prätherapeutische Testung mit der Durchflusszytometrie. Er erhielt die Zusatzbezeichnungen für Stimm- und Sprachstörungen, Allergologie und plastische Operationen im Fachgebiet sowie die Anerkennung für Spezielle HNO-Chirurgie. Schon früh sah er die Bedeutung der Digitalisierung und des Datenschutzes und gründete 1986 die Arbeitsgemeinschaft für EDV und Computer innerhalb der Deutschen Gesellschaft für HNO-Heilkunde. 
Seit 1996 ist Thomas Wustrow in einer HNO-Gemeinschaftspraxis in München tätig, die er zu einem privatärztlichen Zentrum für Hals-Nasen-Ohrenkranke weiter entwickelte. Seine Operationen führt er als Belegarzt im Krankenhaus Diakoniewerk München-Maxvorstadt durch. Schwerpunkte sind die Nasenscheidewand- und die Nasennebenhöhlenchirurgie, Kehlkopfoperationen, Ohrenoperationen und die Behandlung chronischer Mandelentzündungen bei Kindern.

## Mitgliedschaften in nationalen und internationalen Fachgesellschaften
- Deutsche Gesellschaft für Hals-Nasen-Ohren-Heilkunde, Kopf- und Hals-Chirurgie
- Deutsche Gesellschaft für Immunologie
- Gesellschaft für Schädelbasischirurgie (Gründungsmitglied)
- DGPW Deutsche Gesellschaft für Plastische und Wiederherstellungschirurgie
- New York Academy of Sciences
- American Society of Clinical Oncology (ASCO)
- American Association of Immunologists (AAI)
- American Federation for Clinical Research (AFCR)
- American Society for Cancer Research (AACR)
- Association for Research in Otolaryngology (ARO)
- American Society of Head and Neck Surgeons (SHNS)
- American Academy of Otolaryngology, Head and Neck Surgery (AAO-HNS)
- American Otological Society (AOS)
- American Laryngological Association (ALA)
- American Academy of Facial Plastic and Reconstructive Surgery
- International Society for Pediatric Skull Base (Sekretär im Vorstand)
- European Laryngological Society (ELSOC), Gründungsmitglied und langjähriger Schatzmeister

## Ehrungen und Auszeichnungen
- 1984: Corresponding Fellow of the Society of Head and Neck Surgeons (SHNS)
- 1989: Anton-von-Tröltsch-Preis der Deutschen Gesellschaft für Hals-Nasen-Ohrenheilkunde
- 1991:	Berufung in das Collegium Oto-Rhino-Laryngologicum Amitiae Sacrum (CORLAS)
- 1990:	Fellow des American College of Surgeons
- 2000: Fellow des Royal College of Surgeons of Edinburgh
- 2022: Bayerischer Verdienstorden

## Veröffentlichungen
Bereits während seines Studiums publizierte Thomas Wustrow über 30 Fachbeiträge zur Experimentellen Chirurgie. Im Verlauf seiner klinischen Tätigkeit veröffentlichte er über 120 deutschsprachige Buch- und Zeitschriftenbeiträge, teilweise als Coautor, sowie Vortragstexte und Poster. Darüber hinaus tragen über 100 englischsprachige Beiträge in internationalen Fachzeitschriften seine Handschrift.
Inhaltliche Schwerpunkte der Veröffentlichungen bildeten neben den zur Hals-, Nasen- und Ohrenkunde gehörenden Fachbereichen auch Themen wie Immunologie, Onkologie, Einsatz der Lasertechnologie sowie Schädelbasischirurgie.